# Via ferrata del Passo Santner
La via ferrata del passo Santner (in tedesco Santnerpass-Klettersteig) è una via ferrata che porta al rifugio Passo Santner, nel gruppo del Catinaccio, in provincia di Bolzano.

## Descrizione del percorso

### Avvicinamento
Per arrivare all'attacco della ferrata, il percorso tipico è salire dal rifugio Fronza alle Coronelle (2.337 m), raggiungibile tramite la seggiovia Laurin.

### Via ferrata
Si sale dietro il rifugio Fronza per il sentiero verso la sella del passo Santner, che si inerpica nella parete rocciosa, facilitati da funi d'acciaio, gradini di ferro e da una scala a pioli. A metà percorso si incontra uno stretto canale in alcuni periodi innevato, facilmente superabile con l'ausilio delle funi di sicurezza, spesso giacenti sotto la neve e abbastanza lasche. Si giunge infine, tramite un breve tratto non più attrezzato, al rifugio Passo Santner.

### Discesa
Per la discesa si può percorrere a ritroso il tratto appena seguito, o scendere dall'altro versante, transitando dal rifugio Re Alberto e dal rifugio Vajolet e quindi raggiungendo nuovamente il rifugio Fronza alle Coronelle, chiudendo il cerchio.